# Nella tana del serpente
Nella tana del serpente (Chains of Gold) è un film del 1991 diretto da Rod Holcomb.

## Trama
Scott Barnes è un ex dirigente pubblicitario diventato assistente sociale che vive a Miami . È anche un alcolizzato in via di guarigione che ha smesso di bere dopo aver ucciso accidentalmente suo figlio in un incidente di guida in stato di ebbrezza. Uno dei suoi casi è Tommy, un ragazzo di strada che ha venduto crack per un'organizzazione chiamata Youth Incentive Program (YIP). Barnes non ne è a conoscenza, ma sospetta qualcosa quando Tommy compra regali costosi per sua madre e sua sorella. Nota anche il tatuaggio YIP sul braccio di Tommy.
Tommy viene rapito dalla YIP e costretto a confezionare crack in fiale in un edificio abbandonato con molti altri bambini. Dopo che Tommy non torna a casa per diversi giorni, sua sorella chiama l'obitorio e la informano che è morto. Barnes va all'obitorio per identificare Tommy, ma scopre che non è lui, anche se vede il tatuaggio YIP sul cadavere. Mentre cerca di trovare Tommy, assiste a una sparatoria in cui uno degli uomini armati ha un tatuaggio YIP. Va a trovare il sergente Palco, che gli parla della YIP. Barnes, convinto che Tommy sia stato rapito dalla YIP, parla quindi con il capo della divisione narcotici, il tenente Ortega che cerca di convincerlo a stare lontano dalla banda.
Mentre cerca Tommy per le strade, Barnes nota lo scagnozzo della YIP James e lo segue in una discoteca. Lì, incontra la sua vecchia fidanzata Jackie ed è scioccato quando la vede parlare con James. Dopo aver dormito insieme, Barnes scopre che Jackie è un avvocato della YIP e le dice che vuole entrare nell'organizzazione per salvare Tommy. Dopo un po' di costernazione, Jackie dice a Barnes che la YIP è disposto a nominarlo membro.
Barnes va a incontrare Carlos, il capo della YIP, che vuole che aiuti a espandere l'organizzazione nei sobborghi. James quindi gli mostra l'organizzazione e lo conduce al magazzino dove è tenuto Tommy. Tommy cerca di scappare e viene portato alla Madison House, una fabbrica abbandonata dove vengono uccisi i membri della YIP che commettono trasgressioni. Barnes lo scopre da uno degli amici di Tommy. Barnes viene portato alla Madison House e vede Tommy, quindi va dal tenente Ortega, il quale gli dice che se interferisce ulteriormente, sarà accusato di associazione a delinquere finalizzata allo spaccio di stupefacenti. Uno degli scagnozzi di Carlos vede Barnes entrare nella stazione di polizia e informa Carlos, che ora crede che sia un agente dell'FBI.
Barnes va a trovare Jackie e scopre che è stata uccisa dagli scagnozzi di Carlos, che poi lo attaccano. Barnes fugge ma viene rapidamente preso dagli scagnozzi. Viene portato alla Madison House e gettato in una fossa dell'ascensore piena di alligatori ma rimane impigliato nel cablaggio e riesce a fuggire. Barnes trova Carlos e i due litigano proprio mentre la polizia fa irruzione nell'edificio. Barnes riesce finalmente a colpire Carlos nella fossa dell'ascensore, uccidendolo. La polizia arresta il resto dei membri dell'YIP e Barnes si allontana con Tommy in un'auto della polizia.